# Piperina
La piperina è un alcaloide presente nel pepe nero (Piper nigrum). Si trova nello strato superficiale dei frutti del pepe nero. Sostanza cristallina incolore, riscontrata anche di colore giallo crema. La piperina è solubile in benzina, cloroformio, etanolo, etere etilico e piridina. Di sapore nettamente amaro, è responsabile del sapore piccante del pepe.

## Storia
La piperina fu isolata per la prima volta nel 1820 da Hans Christian Ørsted, fisico e chimico danese all'Università di Copenaghen. La sua struttura molecolare fu stabilita con laboriose sintesi di laboratorio negli anni 1882-1894.
Nella medicina cinese e indiana veniva utilizzata per trattare problemi digestivi (costipazione, diarrea, dispepsia), ma anche per il trattamento di dolori artritici, malattie cardiache, angina e gangrena.

## Preparazione
La piperina è disponibile in commercio. Volendo, può essere estratta con diclorometano dal pepe nero, dove è presente per circa il 5-9%. Nel commercio è presente in molti preparati contenenti un estratto del frutto del pepe con un contenuto di piperina del 50-90% (raramente 95%) e come piperina pura.

## Attività biologica
Il gusto piccante di capsaicina e piperina è dovuto all'attivazione dei canali ionici TRPV1 sensibili al calore e all'acidità dei nocicettori (cellule nervose sensibili al dolore). Si è anche trovato che la piperina inibisce gli enzimi umani CYP3A4 e P-glicoproteina, che sono importanti per il metabolismo e il trasporto di xenobiotici e metaboliti. In studi su animali si è visto che la piperina inibisce anche altri enzimi importanti nel metabolismo di farmaci. Inibendo il metabolismo di farmaci, la piperina può aumentare la biodisponibilità di vari composti. In sé la cosa non rappresenta né un vantaggio né uno svantaggio, tutto dipende dall'interazione con il farmaco; la piperina può renderlo più disponibile per la sua funzione, oppure se il farmaco agisce solo dopo metabolizzazione, può renderlo indisponibile e nel caso che il suo accumulo sia tossico, potrebbe causare altri effetti collaterali indesiderati. Un effetto accertato, per esempio, è che nell'uomo la piperina può aumentare del 2000% la biodisponibilità della curcumina. Nel febbraio del 2008 alcuni ricercatori hanno scoperto che la piperina può stimolare la pigmentazione della pelle, in seguito a irradiazione con luce UVB.

## Impatto sulla salute umana
Nel 2012 sono stati pubblicati risultati di studi che dimostrano che la piperina può bloccare la formazione di nuove cellule adipose e ridurre il livello di grassi nel sangue. Questo è il risultato dell'interferenza nell'attività dei geni che controllano la formazione di nuove cellule adipose. Sotto l'effetto della piperina aumenta la secrezione dei succhi digestivi (pancreatici, dello stomaco e del tratto intestinale), e viene accelerato il processo di digestione dei cibi. 
Altro effetto salutare della piperina potrebbe essere l'inibizione dell'azione delle sostanze chimiche responsabili delle mutazioni nel materiale genetico delle cellule. Studi in vitro su cellule di topi e ratti indicano che la somministrazione di piperina può inibire la crescita di tumori cancerosi.
La piperina inoltre presenta effetti antidepressivi tramite l'aumento della neurotrasmissione della dopamina e della serotonina; sostanze carenti nelle persone che soffrono di depressione.